# Wietrzno, Tỉnh West Pomeranian
Wietrzno [ˈvjɛtʂnɔ] (trước đây Đức Vettrin) là một ngôi làng ở quận hành chính của Gmina Polanów, trong Koszaliński, Zachodniopomorskie, ở tây bắc Ba Lan. Nó nằm khoảng 5 kilômét (3 mi) phía tây nam Polanów, 35 km (22 mi) phía đông Koszalin và 155 km (96 mi) về phía đông bắc của thủ đô khu vực Szczecin.
Trước năm 1945, khu vực này là một phần của Đức. Đối với lịch sử của khu vực, xem Lịch sử của Pomerania.
Làng có dân số 100 người.